# مقاطعة سولي (داكوتا الجنوبية)
سولي (بالإنجليزية: Sully)‏ هي إحدى مقاطعات ولاية داكوتا الجنوبية في الولايات المتحدة الأمريكية.